# Holm of Huip
Holm of Huip è una piccola isola disabitata nell'arcipelago delle Orcadi, in Scozia. È situata nello Spurness Sound, a nord-ovest di Stronsay.
L'isola dà rifugio a una popolazione di foche grigie.

## Geologia
L'isola è costituita da arenaria rossa.